# Rocca de' Baldi
Rocca de' Baldi (en piemontès La Ròca dij Bàud) és un municipi italià, situat a la regió de Piemont i a la província de Cuneo. L'any 2010 tenia 1.690 habitants. Limita amb els municipis de Magliano Alpi, Mondovì, Morozzo i Sant'Albano Stura. Es troba a 18 kilòmetres de Cuneo.
Té un particular interès històric el seu castell, avui propietat municipal i inscrit en el circuit dels "Castelli Aperti" del Baix Piemont. Instal·lat en el burg medieval, acull el museu històric i etnogràfic provincial "Augusto Doro".
També són curiosos de veure la confraternitat de Sant'Antonio i l'oasi de Crava e Morozzo (300 hectàrees de superfície amb unes 135 espècies censades d'ocells).

## Administració
| Període | Identitat   | Partit        |
| ------- | ----------- | ------------- |
| 2009-   | Bruno Curti | Llista Cívica |